# كمال سليمان
كمال سليمان (30 يناير 1946 - 20 ديسمبر 2022) هو ممثل مصري، بدأ التمثيل في مطلع الثمانينيات في أدوارا صغيرة، مثلا أكثر من مائة عمل سينمائي وفني.

## حياته ونشأته
ولد بالقاهرة في 30 يناير سنة 1946، كان متزوجا من امرأة هولندية ولدية منها أبن وأبنة ، فقد كانت حياته دائما ما بين مصر وهولندا .

## مسيرته
بدأ التمثيل في مطلع الثمانينيات في أدوارا صغيرة، وهو من نجوم المسرح المصري، قدم أعمالا مسرحية مميزة وله محطات مهمة في المسرح المصري علي مسارح الدولة، ثم  قدم العديد من الأدوار المتنوعة بالسينما ثم اتجه للتليفزيون في نهاية التسعينيات، و اشترك في كثير من المسلسلات منها وجمهورية زفتى 1998، والحرافيش 2002، وحدائق الشيطان 2006، وفرعون 2013. وشارك في العديد من الأفلام منها ولاد العم.

## وفاته
توفي كمال سليمان جراء أمراض الشيخوخة في هولندا 20 ديسمبر 2022، ودفن في هولندا.